# Broken Boy Soldiers
Broken Boy Soldiers je první studiové album americké rockové skupiny The Raconteurs. Vydáno bylo v květnu roku 2006 společnostmi Third Man Records a XL Recordings a produkovali jej Brendan Benson a Jack White. Album bylo nominováno na cenu Grammy coby nejlepší rockové album. Prvním singlem z alba byla píseň „Steady, As She Goes“, ke které byly natočeny dva videoklipy – jeden režíroval Jim Jarmusch, zatímco druhý natočil Paul Reubens.

## Seznam skladeb
Autory všech skladeb jsou Brendan Benson a Jack White.
1. Steady, As She Goes – 3:35
2. Hands – 4:01
3. Broken Boy Soldier – 3:02
4. Intimate Secretary – 3:30
5. Together – 3:58
6. Level – 2:21
7. Store Bought Bones – 2:25
8. Yellow Sun – 3:20
9. Call It a Day – 3:36
10. Blue Veins – 3:54
11. The Bane Rendition – 4:21 (bonus na japonském vydání)

## Obsazení
- Jack White – zpěv, kytara, klávesy
- Brendan Benson – zpěv, kytara, klávesy
- Jack Lawrence – baskytara, doprovodné vokály
- Patrick Keeler – bicí